# Hydrophis major
Hydrophis major är en ormart som beskrevs av Shaw 1802. Hydrophis major ingår i släktet Hydrophis och familjen giftsnokar och underfamiljen havsormar. Inga underarter finns listade i Catalogue of Life.
Arten förekommer i havet kring norra Australien, södra Nya Guinea, kring flera mindre öar i regionen och fram till Nya Kaledonien. Den dyker vanligen till ett djup av 22 meter. Havets grund i regionen består främst av slam eller sand. Hydrophis major jagar fiskar. Honor lägger inga ägg utan föder levande ungar.
Flera individer hamnar som bifångst i fiskenät. Populationens storlek är inte känd men den anses vara stor. IUCN kategoriserar arten globalt som livskraftig.